# Nhà hát Ba Lan ở Wrocław

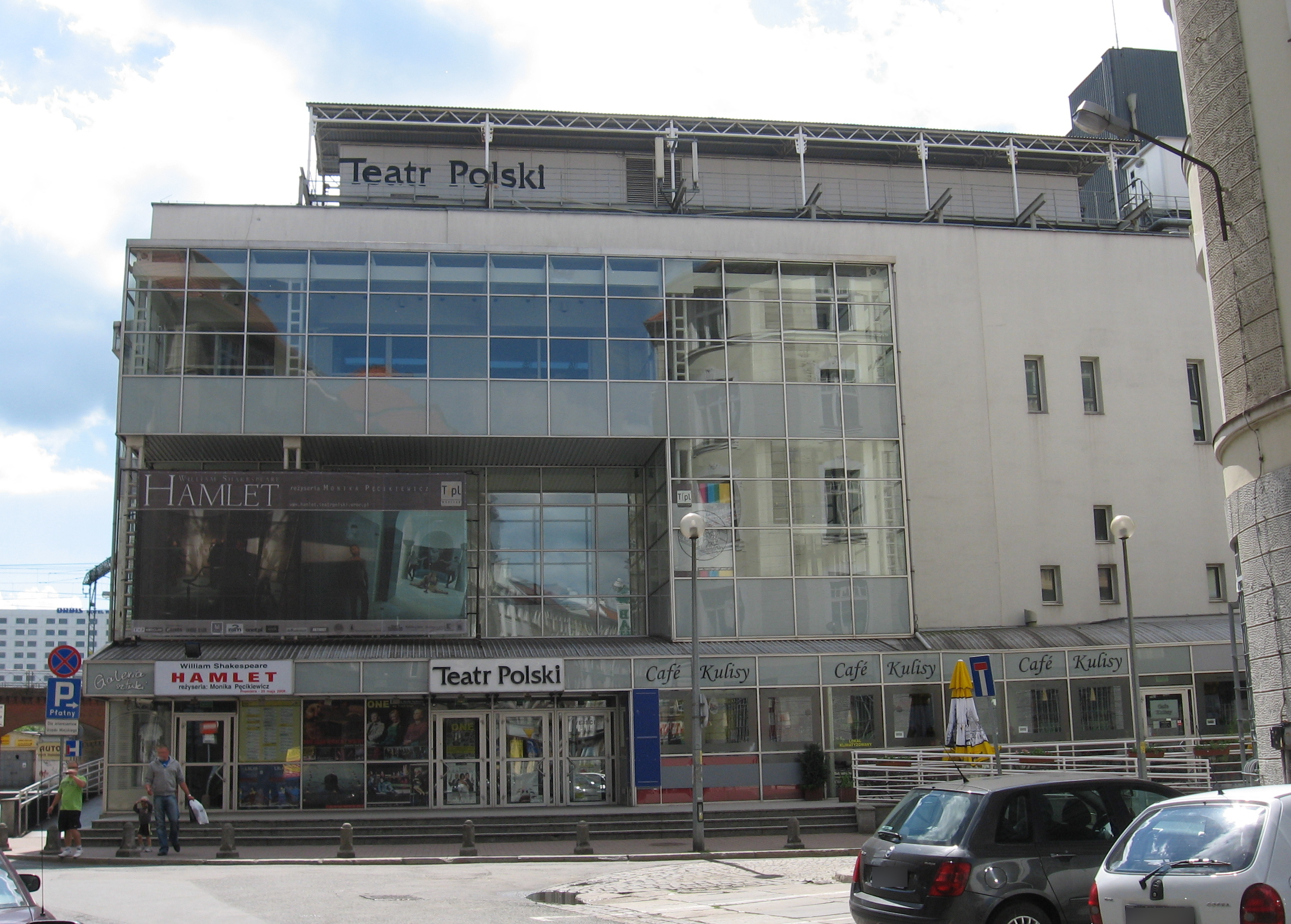
Nhà hát Ba Lan ở Wrocław

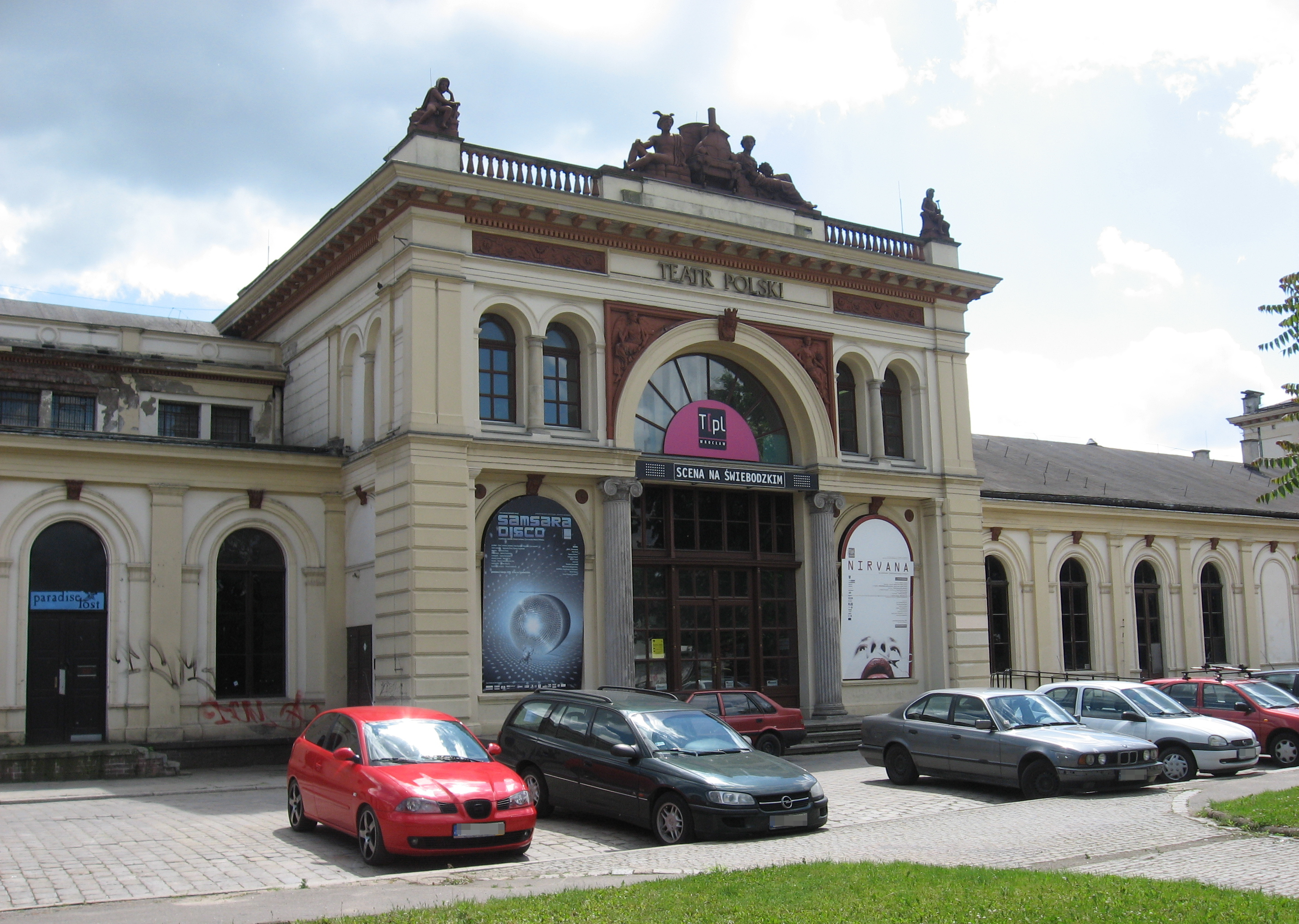
Sân khấu "Na Świebodzkim" của Nhà hát Ba Lan tại Wrocław

Nhà hát Ba Lan ở Wrocław (tiếng Ba Lan: Teatr Polski we Wrocławiu) là một trong những nhà hát ở Wrocław, Ba Lan. Nhà hát Ba Lan ở Wrocław có ba sân khấu: Sân khấu nhỏ trên ở 28 Świdnicka, Sân khấu "Na Świebodzkim", nằm bên trong nhà ga xe lửa Świebodzki ở tại 20c Quảng trường Mitchąt Lwowskich và Sân khấu Jerzy Grzegorzewski nằm trong tòa nhà chính của Nhà hát tại số 3 đường Zapolska
Tòa nhà chính, kết quả từ những nỗ lực của một thương gia Wrocław: Paul Auerbach, được thiết kế bởi kiến trúc sư đến từ Berlin: Walter Hentschel và hoàn thành vào năm 1909. Đối với các tiêu chuẩn của thời gian, nó là sự tiến bộ về cả chức năng và kỹ thuật. Đầu những năm 1930, nhà hát có tên Schauspielhaus trong tiếng Đức, là nhà hát mới nhất và, với 1736 chỗ ngồi, cũng là sân khấu lớn nhất ở Wrocław. Kể từ khi bắt đầu, nhà hát hoạt động như một nhà hát âm nhạc, chủ yếu là nơi các vở opera được dàn dựng. Đến cuối Thế chiến thứ hai, tòa nhà đã bị hư hại một phần.
Tên chính thức hiện tại của nhà hát là Nhà hát Ba Lan ở Wrocław. Tòa nhà trên phố Zapolska được xây dựng lại vào năm 1950, và cùng năm đó, vào ngày 20 tháng 2, nó đã tổ chức buổi ra mắt đầu tiên. Vở kịch đượ công diễn là: "Một ngàn người đàn ông dũng cảm" và được viết bởi kiến trúc sư Jan Rojewski. Đó là một trò chơi tuyên truyền xã hội chủ nghĩa về những công nhân đang vật lộn để sửa chữa thiệt hại chiến tranh ở các thành phố của Ba Lan. Đối với khán giả của Wrocław, đây là một thể loại kịch hiện đại hoàn toàn mới. Nhà hát được sử dụng cho đến năm 1994, khi trong đêm 18 tháng 1, một đám cháy đã bùng phát và phá hủy khán phòng. Nhà hát một lần nữa được xây dựng lại, lần này theo thiết kế của Witold Jackiewicz. Vở kịch được dàn dựng trong lễ khai mạc vào ngày 20 tháng 5 năm 1996 là Wrocław Bettervisations, do chính Andrzej Wajda đạo diễn.